# Coupe d'Europe intervilles 1956-1957
Navigation
Coupe des clubs champions 1958-1959
La Coupe d'Europe intervilles de handball à sept,,, est la 1re édition de la coupe d'Europe masculine de handball à sept, qui deviendra deux ans plus tard la Coupe des clubs champions.
Cette première tentative, mise en place suivant une proposition du magazine L'Équipe et de Charles Petit-Montgobert, met aux prises des sélections de villes (et non pas des clubs) et est joué à sept joueurs en salle, version qui remplace peu à peu le handball à onze.
Douze équipes participent à la compétition qui est remportée par les Tchécoslovaques de Prague, vainqueur des Suédois d'Örebro.

## Présentation

### Aux origines de cette première coupe d'Europe
À l'occasion de son sixième congrès du 31 août au 2 septembre 1956 à Stockholm, la Fédération internationale de handball (IHF) a approuvé que la Fédération française de handball (FFHB) organise une compétition de clubs européens, suivant une proposition du magazine L'Équipe et de Charles Petit-Montgobert, président de la FFHB et premier vice-président de l'IHF. Au préalable, des fédérations nationales (comme celles de Hongrie et de Roumanie) avaient donné officiellement leur accord à la Fédération Française de handball pour la création de cette Coupe d’Europe intervilles de handball à 7. À l'inverse, l'Allemagne de l'Ouest n'est pas très enthousiaste quant à l'intérêt d'une telle compétition.

### Modalités
Pour cette première édition, tous les championnats nationaux de handball à sept ne sont pas encore mis en place dans tous les pays et l'idée des organisateurs est alors d'opposer des villes de différents pays. C'est la seule fois où la compétition est disputée sous cette forme car dès l'édition suivante en 1958-1959, ce sont bien des clubs champions qui s'opposent
Ainsi l'Allemagne de l'Ouest n'est pas représentée par le BSV 92 Berlin, vainqueur du Championnat d'Allemagne de l'Ouest en 1956 (de), mais par le TSG Haßloch, seulement sixième. Selon Manfred Korn, joueur du TSG Haßloch : « À l'époque, c'était le premier arrivé, premier servi et comme le manager d'Haßloch de l'époque a été le premier à contacter les organisateurs, c'est Haßloch qui a représenté la République fédérale ».
Le programme de la compétition est :
- Tour préliminaire (avant le 11 novembre) : 
  - Liège (Belgique) - Esch s. Alzette (Luxemburg)
- Premier tour (avant le 25 novembre) : 
  - Haßloch (Allemagne de l'Ouest) - vainqueur du tour préliminaire
  - Barcelone (Espagne) - Paris (France)
  - Bucarest (Roumanie) - Belgrade (Yougoslavie)
- Quarts de finale (avant le 25 janvier) :
  - Haßloch/vainqueur TP - Barcelone/Paris
  - Bucarest/Belgrade - Prague (Tchécoslovaquie)
  - Katowice[11] (Pologne) - Copenhague (Danemark)
  - Berlin (Allemagne de l'Est) - Örebro (Suède)
- Demi-finales (17 février)
- Finale le samedi 9 mars 1957, à Paris en France.

Au moins pour la finale, le règlement est le suivant : en cas de match nul, les prolongations sont jouées. Si, à la fin de ces prolongations, les deux équipes sont toujours à égalité, les deux finalistes sont de nouveau opposés dans les trois jours suivants.

### Participants
Les clubs participants sont désignés par les fédérations nationales qui ne sont pas nécessairement représentés par leur champion national, soit parce que ce championnat national n'est pas pleinement établi, soit parce que le club champion n'a pas souhaité participer à cette compétition pour différents motifs (économique, logistique, disponibilité...).
La liste des engagés, par tour d’entrée dans la compétition, est :
| Tour                  | Pays                 | Équipe                 | Commentaire |
| --------------------- | -------------------- | ---------------------- | --- |
| Tour préliminaire (2) | Luxembourg           | Esch-sur-Alzette       | Peut-être représenté par La Fraternelle Esch ou le HB Eschois Fola                                                                 |
| Tour préliminaire (2) | Belgique             | Sélection de Liège     | Le Championnat de Belgique n'existe pas encre mais une compétition hivernale était organisée entre club liégeois                   |
| Premier tour (5)      | Allemagne de l'Ouest | TSG Haßloch            | seulement 6e du Championnat d'Allemagne de l'Ouest en 1956 (de), au lieu du champion, le BSV 92 Berlin                             |
| Premier tour (5)      | France               | Sélection de Paris     | composé notamment de joueurs du Paris UC, Champion de France en 1956, et de l'ASP Police Paris                                     |
| Premier tour (5)      | Espagne              | Sélection de Barcelone | composée de joueurs du BM Granollers, Champion d'Espagne en 1956, et de l'UG Badalona, du CF Barcelone et du CD Sabadell           |
| Premier tour (5)      | Roumanie             | Sélection de Bucarest  | composée de joueurs du CCA et du Dinamo Bucarest, le premier Championnat de Roumanie a lieu en 1958-1959                           |
| Premier tour (5)      | Yougoslavie          | Sélection de Belgrade  | principalement ou uniquement composé de joueurs du Étoile rouge de Belgrade, Champion de Yougoslavie                               |
| Quarts de finale (5)  | Allemagne de l'Est   | Berlin-Est             | au lieu du Motor Rostock, Champion d'Allemagne de l'Est en 1956 (de), composé de joueurs du Dynamo, du Vorwärts et du Motor Berlin |
| Quarts de finale (5)  | Danemark             | Copenhague             | principalement ou uniquement composé de joueurs du HG Copenhague, Champion du Danemark en 1956                                     |
| Quarts de finale (5)  | Pologne              | Katowice               | principalement ou uniquement composé de joueurs du Sparta Katowice, Champion de Pologne en 1956                                    |
| Quarts de finale (5)  | Suède                | Örebro                 | principalement ou uniquement composé de joueurs de l'Örebro SK, Champion de Suède en 1956 (sv)                                     |
| Quarts de finale (5)  | Tchécoslovaquie      | Prague                 | vraisemblablement uniquement composée de joueurs du HC Dukla Prague,, Champion de Tchécoslovaquie en 1956                          |

Remarque : il n'y a pas d'équipe d'Autriche, de Hongrie, de Norvège ou de Suisse, bien qu'une équipe nationale à sept de ces pays ait participé au Championnat du monde 1954 ou Championnat du monde 1958.

## Résultats

### Tour préliminaire
Le match du tour préliminaire entre Liège et Esch-sur-Alzette a eu lieu le dimanche 18 novembre 1956 à 15h00 sur la Place de l'Yser à Liège, donc vraisemblablement en extérieur. En cas de mauvais temps, le match aurait eu lieu au Palais 2 dans le sous-quartier de Coronmeuse.
| 18 novembre 1956 15h00 | Liège     | 15 – 9 | Esch-sur-Alzette | Place de l'Yser, Liège |
| 18 novembre 1956 15h00 | Viatour 4 | (8-3)  | ?                | Place de l'Yser, Liège |
| 18 novembre 1956 15h00 | Le Soir   |        |                  | Place de l'Yser, Liège |

Les buteurs pour Liège sont : Viatour (4), Curtzen et Jean Delchambre (3),  Deom (2), Jean Mossoux, Lempaire et Bloom (1), Lido Agnelli (GB).

### Premier tour
| Équipe 1  | Résultat | Équipe 2 |
| --------- | -------- | -------- |
| Haßloch   | 27 – 08  | Liège    |
| Barcelone | 14 – 18  | Paris    |
| Bucarest  | 13 – 12  | Belgrade |

| Samedi 24 novembre 1956 | Haßloch | 27 – 08 | Liège | Haßloch |

| Dimanche 25 novembre 1956 19h15 | Barcelone               | 14 – 18 | Paris           | Palau Municipal d’Esports, Barcelone Arbitrage : Augustos Peter Juges de touche : Nueno et Lázaro |
| Dimanche 25 novembre 1956 19h15 | Josep Fontdevila (es) 5 | (7-10)  | Michel Pichot 5 | Palau Municipal d’Esports, Barcelone Arbitrage : Augustos Peter Juges de touche : Nueno et Lázaro |
| Dimanche 25 novembre 1956 19h15 | Mundo Deportivo,        |         |                 | Palau Municipal d’Esports, Barcelone Arbitrage : Augustos Peter Juges de touche : Nueno et Lázaro |

La composition des équipes et les buts marqués sont : 
- Barcelone[24],[25] : Martí Font (es) (GB, BM Granollers) et Juan García (GB, UG Badalona) – José Utset (UG Badalona), José Massaguer «Staat» (CF Barcelone), Carlos Farrés (CD Sabadell), Francisco Peña (CD Sabadell, 3 buts), J. L. García (CD Sabadell, 1 but), Antoni Casajuana (es) (BM Granollers, 1 but), Francesc Pregona (es) (BM Granollers, 3 buts), Josep Fontdevila (es) (BM Granollers, 5 buts) et Esteban Guardia (UG Badalona, 1 but)
- Paris : Gérard Balassi et Michel Iker (GB) – Maurice Chastanier (3), Michel Pichot (5), Jean Benoits (2), Daniel Briatte (2), André Beaucourt (2), Roger Orvain, Byl (1), Jean-Claude Hoinant (2) et Banide (1).

| Dimanche 23 décembre 1956 19h00 | Bucarest                          | 13 – 12 | Belgrade   | Salle Floreasca, Bucarest Affluence : 5 000 Arbitrage : Alfred Tschantz |
| Dimanche 23 décembre 1956 19h00 | Bulgaru et Sauer 5                | (5-10)  | Cvijević 5 | Salle Floreasca, Bucarest Affluence : 5 000 Arbitrage : Alfred Tschantz |
| Dimanche 23 décembre 1956 19h00 | Gazeta Sporturilor România liberă |         |            | Salle Floreasca, Bucarest Affluence : 5 000 Arbitrage : Alfred Tschantz |

La composition des équipes et les buts marqués sont : 
- Bucarest : Ilie (GB), Vasile Sidea (ro) (GB) – Gheorghe Covaci, Mihai Nedef[28] (2), Liviu Nagy[28], Kurt Sauer (5), Aurel Bulgariu (en) (5), Iulian Căliman (1), Otto Tellmann (en), Olimpiu Nodea (ro), R. Cernat. Entraîneurs : Ioan Kunst-Ghermănescu (ro) et Francisc Spier[12]
- Belgrade : Prvulović (GB) – Vuciković (2), Marković I, Stankić, Vucinović, Milić (4), Cvijesić (5), Marković II (1), Anusić, Ștefanović.

### Phase finale
| \| Örebro Paris Copenhague Prague Bucarest Katowice Haßloch Berlin-Est \| Localisation des équipes en phase finale. |
| Örebro Paris Copenhague Prague Bucarest Katowice Haßloch Berlin-Est                                                 |

|  | Quarts de finale            | Quarts de finale       | Quarts de finale        | Quarts de finale       |        |        | Demi-finales            | Demi-finales            | Demi-finales            | Demi-finales            |  |  | Finale             | Finale             | Finale             | Finale             |
|  |                             |                        |                         |                        |        |        |                         |                         |                         |                         |  |  |                    |                    |                    |                    |
|  | 6 janvier 1957, Prague      | 6 janvier 1957, Prague | 6 janvier 1957, Prague  | 6 janvier 1957, Prague |        |        | 24 février 1957, Prague | 24 février 1957, Prague | 24 février 1957, Prague | 24 février 1957, Prague |  |  | 9 mars 1957, Paris | 9 mars 1957, Paris | 9 mars 1957, Paris | 9 mars 1957, Paris |
|  | 6 janvier 1957, Prague      | 6 janvier 1957, Prague | 6 janvier 1957, Prague  | 6 janvier 1957, Prague |        |        | 24 février 1957, Prague | 24 février 1957, Prague | 24 février 1957, Prague | 24 février 1957, Prague |  |  | 9 mars 1957, Paris | 9 mars 1957, Paris | 9 mars 1957, Paris | 9 mars 1957, Paris |
|  | Prague                      | Prague                 | 24                      | 24                     |        |        | 24 février 1957, Prague | 24 février 1957, Prague | 24 février 1957, Prague | 24 février 1957, Prague |  |  | 9 mars 1957, Paris | 9 mars 1957, Paris | 9 mars 1957, Paris | 9 mars 1957, Paris |
|  | Prague                      | Prague                 | 24                      | 24                     |        |        | 24 février 1957, Prague | 24 février 1957, Prague | 24 février 1957, Prague | 24 février 1957, Prague |  |  | 9 mars 1957, Paris | 9 mars 1957, Paris | 9 mars 1957, Paris | 9 mars 1957, Paris |
|  | Bucarest                    | Bucarest               | 19                      | 19                     |        |        | 24 février 1957, Prague | 24 février 1957, Prague | 24 février 1957, Prague | 24 février 1957, Prague |  |  | 9 mars 1957, Paris | 9 mars 1957, Paris | 9 mars 1957, Paris | 9 mars 1957, Paris |
|  | Bucarest                    | Bucarest               | 19                      | 19                     | Prague | Prague | 25                      | 25                      |                         |                         |  |  | 9 mars 1957, Paris | 9 mars 1957, Paris | 9 mars 1957, Paris | 9 mars 1957, Paris |
|  | 19 janvier 1957, Katowice   |                        |                         |                        | Prague | Prague | 25                      | 25                      |                         |                         |  |  | 9 mars 1957, Paris | 9 mars 1957, Paris | 9 mars 1957, Paris | 9 mars 1957, Paris |
|  |                             |                        | Copenhague              | Copenhague             | 18     | 18     |                         |                         |                         |                         |  |  | 9 mars 1957, Paris | 9 mars 1957, Paris | 9 mars 1957, Paris | 9 mars 1957, Paris |
|  | Katowice                    | Katowice               | Copenhague              | Copenhague             | 18     | 18     | 12                      | 12                      |                         |                         |  |  | 9 mars 1957, Paris | 9 mars 1957, Paris | 9 mars 1957, Paris | 9 mars 1957, Paris |
|  | Katowice                    | Katowice               | 9 ou 10 février 1957, ? |                        |        |        | 12                      | 12                      |                         |                         |  |  | 9 mars 1957, Paris | 9 mars 1957, Paris | 9 mars 1957, Paris | 9 mars 1957, Paris |
|  | Copenhague                  | Copenhague             | 22                      | 22                     |        |        |                         |                         |                         |                         |  |  | 9 mars 1957, Paris | 9 mars 1957, Paris | 9 mars 1957, Paris | 9 mars 1957, Paris |
|  | Copenhague                  | Copenhague             | 22                      | 22                     | Prague | Prague | 19                      | 19                      |                         |                         |  |  |                    |                    |                    |                    |
|  | 27 janvier 1957, Berlin-Est |                        |                         |                        | Prague | Prague | 19                      | 19                      |                         |                         |  |  |                    |                    |                    |                    |
|  |                             |                        | Örebro                  | Örebro                 | 14     | 14     |                         |                         |                         |                         |  |  |                    |                    |                    |                    |
|  | Berlin-Est                  | Berlin-Est             | Örebro                  | Örebro                 | 14     | 14     | 12                      | 12                      |                         |                         |  |  |                    |                    |                    |                    |
|  | Berlin-Est                  | Berlin-Est             |                         |                        |        |        |                         |                         |                         |                         |  |  |                    |                    |                    |                    |
|  | Örebro                      | Örebro                 | 15                      | 15                     |        |        |                         |                         |                         |                         |  |  |                    |                    |                    |                    |
|  | Örebro                      | Örebro                 | 15                      | 15                     | Örebro | Örebro | 30                      | 30                      |                         |                         |  |  |                    |                    |                    |                    |
|  | 30 décembre 1956, Paris     |                        |                         |                        | Örebro | Örebro | 30                      | 30                      |                         |                         |  |  |                    |                    |                    |                    |
|  |                             |                        | Paris                   | Paris                  | 17     | 17     |                         |                         |                         |                         |  |  |                    |                    |                    |                    |
|  | Paris                       | Paris                  | Paris                   | Paris                  | 17     | 17     | 18                      | 18                      |                         |                         |  |  |                    |                    |                    |                    |
|  | Paris                       | Paris                  |                         |                        |        |        |                         | 18                      |                         |                         |  |  |                    |                    |                    |                    |
|  | Haßloch                     | Haßloch                | 15                      | 15                     |        |        |                         |                         |                         |                         |  |  |                    |                    |                    |                    |
|  | Haßloch                     | Haßloch                | 15                      | 15                     |        |        |                         |                         |                         |                         |  |  |                    |                    |                    |                    |
|  |                             |                        |                         |                        |        |        |                         |                         |                         |                         |  |  |                    |                    |                    |                    |

#### Quarts de finale
| Équipe 1   | Résultat | Équipe 2   |
| ---------- | -------- | ---------- |
| Paris      | 18 – 15  | Haßloch    |
| Prague     | 24 – 19  | Bucarest   |
| Katowice   | 12 – 22  | Copenhague |
| Berlin-Est | 12 – 15  | Örebro     |

Le match entre Paris et Haßloch a eu lieu le dimanche 30 décembre 1956 au stade Pierre-de-Coubertin. Alors qu'Haßloch mène 12 à 6 à la mi-temps puis 13 à 6, les 5000 spectateurs parisiens, qui auraient hué les joueurs allemands selon le Deutschen Handballwoche (DHW), ont permis à Paris de renverser le score pour s'imposer 18 à 15,,.
| 30 décembre 1956 | Paris  | 18 – 15 | Haßloch | Paris Affluence : 5 000 |
| 30 décembre 1956 | (6-12) |         |         | Paris Affluence : 5 000 |

Dans le deuxième quart de finale, Prague s'impose à domicile face à Bucarest le 6 janvier 1957,,, :
| 6 janvier 1957 | Prague  | 24 – 19 | Bucarest             | Prague Affluence : 2 000 Arbitrage : Schwab |
| 6 janvier 1957 | König 7 | (12-9)  | Bulgaru et Căliman 5 | Prague Affluence : 2 000 Arbitrage : Schwab |

La composition des équipes et les buts marqués sont, : 
- Prague : Jiří Vícha (cs) (GB) — Antonín Frolo (cs) (2), Josef Trojan (cs) (6), Zdeněk Samánek (2), Dušan Ruža (cs) (2), Karel Čermák (5), Petr, Bedřich König (cs) (7), Jaroslav Provazník (cs), M. Eret. Entraîneur : J. Voreth
- Bucarest : Vasile Sidea (ro) (GB), Reimer (GB) — Gheorghe Covaci (1), Aurel Bulgariu (en) (5), Pană, Pompiliu Simion (2), Otto Tellmann (en) (1), Mihai Nedef[28] (2), Yost (1), Iulian Căliman (5), Olimpiu Nodea (ro) (2). Entraîneurs : Ioan Kunst-Ghermănescu (ro) et Francisc Spier[12]

L'opposition entre Katowice et Copenhague a eu lieu le 19 janvier 1957 à Katowice et est remportée par les Danois de 10 buts, :
| 19 janvier 1957 | Katowice      | 12 – 22 | Copenhague | Hala Parkowa (pl), Katowice Affluence : 2 000 Arbitrage : Prabuski |
| 19 janvier 1957 | Świetliński 6 | (5-10)  | Andersen 5 | Hala Parkowa (pl), Katowice Affluence : 2 000 Arbitrage : Prabuski |

Les buteurs  sont : 
- Katowice : Stanisław Świetliński (pl) (6), Jan Suski (pl) (2), Józef Cieślak (pl) (2), Leszek Foksiński (1), Zawadzki (1)
- Copenhague : Andersen (5), Houmannn (4), Lundberg (3), Lindsholm (3), Henrichsen (3), Nielsen (2), Rasmusen (1), il manque un but.

Dans le dernier quart de finale, Berlin-Est a reçu le 27 janvier 1957 Örebro qui s'est imposé 15 à 12,, :
| 27 janvier 1957 10h00 | Berlin-Est              | 12 – 15 | Örebro              | Werner-Seelenbinder-Halle (de), Berlin-Est Affluence : 3 500 |
| 27 janvier 1957 10h00 | Hans Haberhauffe (de) 4 | (5-5)   | Rune Åhrling (sv) 7 | Werner-Seelenbinder-Halle (de), Berlin-Est Affluence : 3 500 |

La composition des équipes et les buteurs sont  : 
- Berlin-Est : Ungiert, Protzel et Schulze (GB) — Rudi Hirsch (de) (2), Waldemar Pappusch (de) (2), Hans Haberhauffe (de) (4), Manfred Kroll (2), Köhler, Schmiele (1), Mattern, Naumann, Stolfig, Städtler, Mannewitz (1).
- Örebro : Roland Mattsson (GB) — Egon Färnefors, Lars Irebro, Roland Öst, Rune Bruce, Rune Åhrling (sv) (7 buts), Leif Ågren, Percy Borg, Per-Olof Larsson (sv), Nils-Gösta Paulsson, Karl-Lennart Carlsson, Hultgren, Hedman, Lars Timan.

#### Demi-finales
| Équipe 1 | Résultat | Équipe 2   |
| -------- | -------- | ---------- |
| Paris    | 17 – 30  | Örebro     |
| Prague   | 25 – 18  | Copenhague |

La première demi-finale a eu lieu le week-end du 9 et 10 février 1957 dans une ville inconnue au profit d'Örebro, net vainqueur de Paris 30 à 17 :
| 9 ou 10 février 1957 | Paris  | 17 – 30 | Örebro | ? |
| 9 ou 10 février 1957 | (8-12) |         |        | ? |

La seconde demi-finale a lieu le 24 février 1957 à 20h00 à Prague et conduit à la victoire des locaux face à Copenhague, :
| 24 février 1957 20h00 | Prague            | 25 – 18 | Copenhague    | Prague Arbitrage : E. Ferderhoff |
| 24 février 1957 20h00 | Dušan Ruža (cs) 6 | (12-8)  | Ole Halskov 7 | Prague Arbitrage : E. Ferderhoff |

La composition des équipes et les buts marqués sont : 
- Prague : Jiří Vícha (cs) (GB) — Jaroslav Provazník (cs) (3), Dušan Ruža (cs) (6), Karel Čermák (1), Josef Trojan (cs) (3), Antonín Frolo (cs) (3), Bedřich König (cs) (5), M. Eret (1), Petr, Oldřich Spáčil (cs) (3).
- Copenhague : Knud Sørensen, M. Peterson (GB) — J. Nielsen (3), Okholm, Egon Rasmussen, Knud Lundberg (2), Preben Marrott (5), Mogens Nielsen, Houmann (1), Andersson, Ole Halskov (7).

#### Finale
Cette finale met en présence, à quelques éléments près, les équipes nationales de Suède (Örebro, cinq internationaux) et de Tchécoslovaquie (Prague, neuf internationaux), ces deux pays pouvant être considérés, à l'époque, comme les meilleurs du monde en handball à sept (on retrouvera d'ailleurs ces deux pays en finale du Championnat du monde 1958).
La composition des équipes est :
- Örebro[43]
  - gardiens de but : Roland Mattsson (international), Nils Fahlström
  - arrières : Egon Färnefors, Roland Öst, Lars Irebro (international)
  - avants : Rune Bruce (international), Karl-Lennart Carlsson, Rune Åhrling (sv) (international), Per-Olof Larsson (sv) (international), Nils-Gösta Paulsson, Leif Ågren.
- Prague
  - gardiens de but : Jiří Vícha (cs) (international), Riha
  - arrières : Jaroslav Provazník (cs) (international), Dušan Ruža (cs) (international), Karel Čermák (international)
  - avants : Josef Trojan (cs) (international), Antonín Frolo (cs) (international), Bedřich König (cs) (international), Václav Eret (cs), Oldřich Spáčil (cs) (international), Zdeněk Samánek (international).

La finale s'est disputée sur une seule rencontre, le samedi 9 mars 1957 au Palais des sports (« Vél' d'Hiv' ») de Paris en France, et est remportée par Prague 21 à 13 (10-9 à la mi-temps), :
| 9 mars 1957 ..h.. | Prague                 | 21 – 13 | Örebro              | Palais des sports (« Vél' d'Hiv' »), Paris Affluence : 7 500 Arbitrage : Alfred Tschanz |
| 9 mars 1957 ..h.. | Provazník et Samánek 4 | (10-9)  | Rune Åhrling (sv) 5 | Palais des sports (« Vél' d'Hiv' »), Paris Affluence : 7 500 Arbitrage : Alfred Tschanz |
| 9 mars 1957 ..h.. | Rudé právo             |         |                     | Palais des sports (« Vél' d'Hiv' »), Paris Affluence : 7 500 Arbitrage : Alfred Tschanz |

Les buteurs sont :
- Prague : Provazník et Samánek 4, Trojan 3, Frolo, Čermák, Spáčil et Ruža 2, König et M. Eret 1.
- Örebro : Åhrling 5, Paulsson et Bruce 3, Irebro 2.

## Le champion d'Europe
| Champion d'Europe interville 1956-1957 Prague |